# Ekonomska fakulteta v Moskvi
Ekonomska fakulteta v Moskvi (rusko Экономическогa Факультета) je javna fakulteta, ki ponuja študij ekonomije in deluje v sklopu Moskovske državne univerze; ustanovljena je bila leta 1941.